# Oriel College

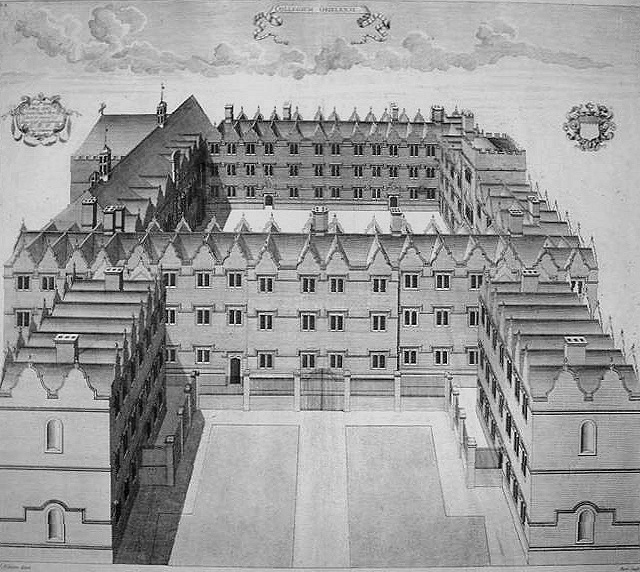
Oriel College 1733

Oriel College (volledig: The Provost and Scholars of the House of the Blessed Mary the Virgin in Oxford, commonly called Oriel College, of the Foundation of Edward the Second of famous memory, sometime King of England) is een college van de universiteit van Oxford in Oxford.
Als het op vier na oudste college van Oxford, onderscheidt Oriel zich als het oudste college van Oxford dat werd opgericht in opdracht van de koninklijke familie, een feit dat ooit werd toegedicht aan University College. In erkenning van deze koninklijke verbinding, werd het college ook King's College en King's Hall genoemd. Op het terrein van het Oriel college bevinden zich nog vier middeleeuwse gebouwen: St Mary Hall, Bedel Hall, Martin Hall en Tackley's Inn. Dit laatste is het eerste door het college aangekochte gebouw en de oudste nog bestaande middeleeuwse 'hall' in Oxford. Tijdens de Eerste Wereldoorlog huiste Oriel College de studenten van Somerville College. In 1919, toen de studenten van Somerville nog steeds waren ondergebracht in Oriel, brak er een rel uit onder de (mannelijke) studenten van Oriel College, die de 'Oriel raid' wordt genoemd.
Oriel College is een zustercollege van Trinity College Dublin en Clare College van de Universiteit van Cambridge.

## Gebouwen en omgeving

### First Quadrangle

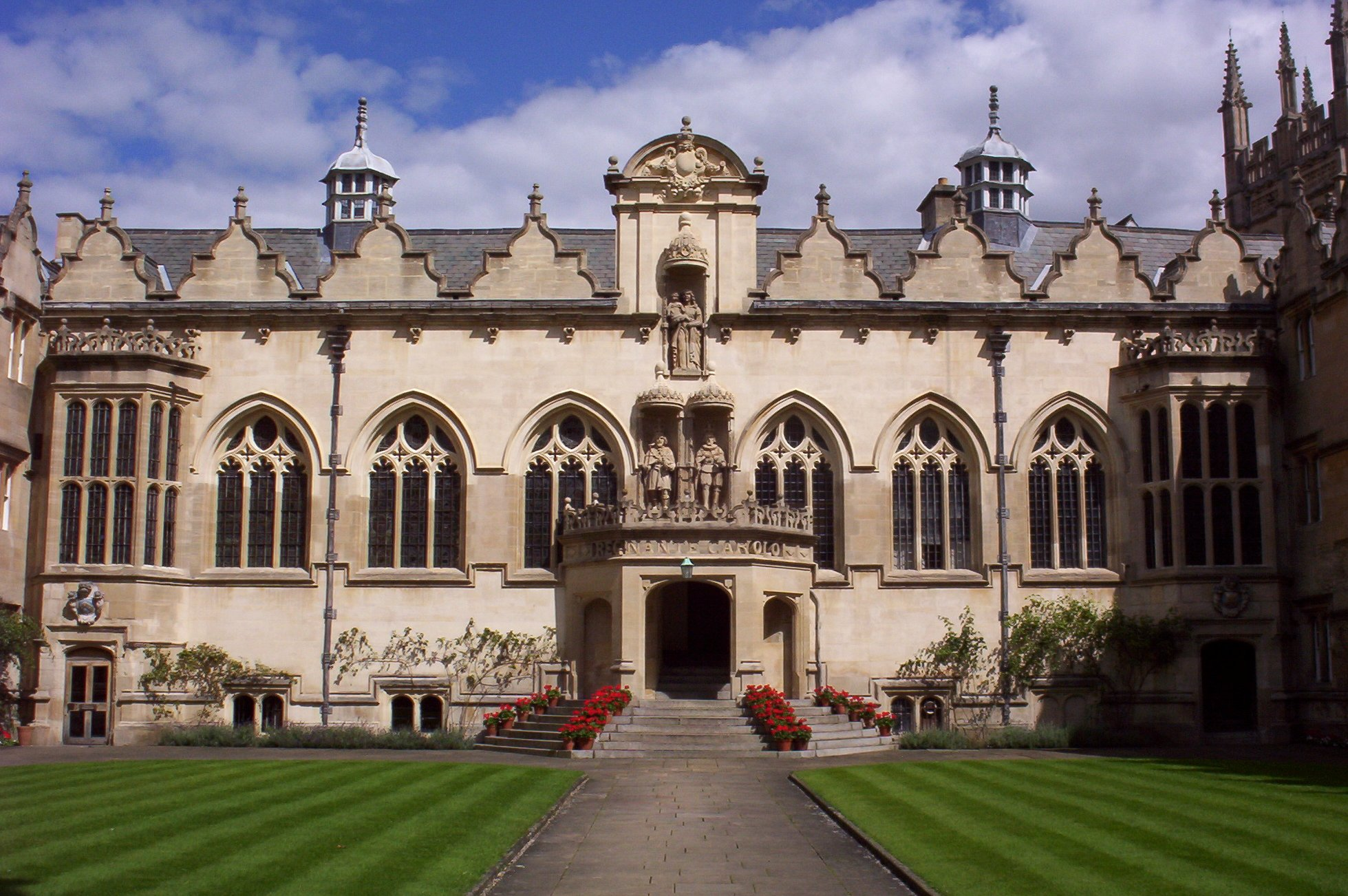
Oostzijde van het 'First quad'

Van de originele gebouwen, La Oriole en de kleinere St Martin's Hall in het zuidoosten, staat niets meer overeind. Beide gebouwen werden gesloopt toen de quadrangle werd gebouwd in de 17e eeuw. De zuid- en westzijde en de klokkentoren werden gebouwd rond 1620 tot 1622; de noord- en oostzijde en de kapel dateren van 1637 tot 1642.

### Second Quadrangle
De vraag naar meer kamers voor de studenten in het begin van de 18e eeuw resulteerde in het bouwen van twee vrijstaande gebouwen op de locatie van een voormalige formele tuin. Het eerste gebouw was de Robinson Building aan de oostzijde, gebouwd in 1720 door bisschop Robinson, op aanraden van zijn vrouw, zoals vermeld staat in de inscriptie op de deur. Het zustergebouw, de Carter Building, werd opgetrokken aan de westzijde in 1729, als resultaat van een gift door provoost Carter. De twee gebouwen stonden bijna honderd jaar los van elkaar in de tuin. De architecturale elementen van de First quad worden in de twee gebouwen herhaald, alleen zijn hier de zeven luiken wél gelijk. In het begin van de 19e eeuw werden ze verbonden met de Front quad door de huidige, nogal uit de toon vallende verbindingen.

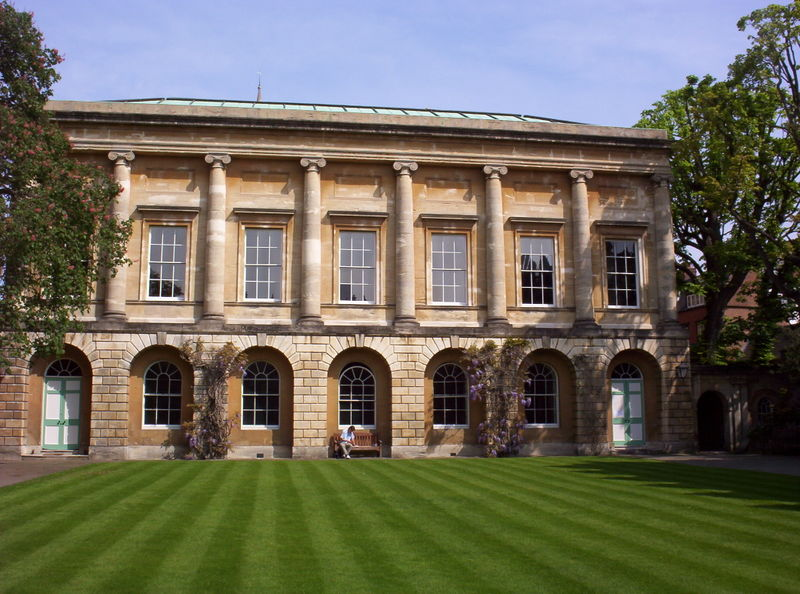
Het door het palladianisme geïnspireerde neoklassieke Wyatt Building

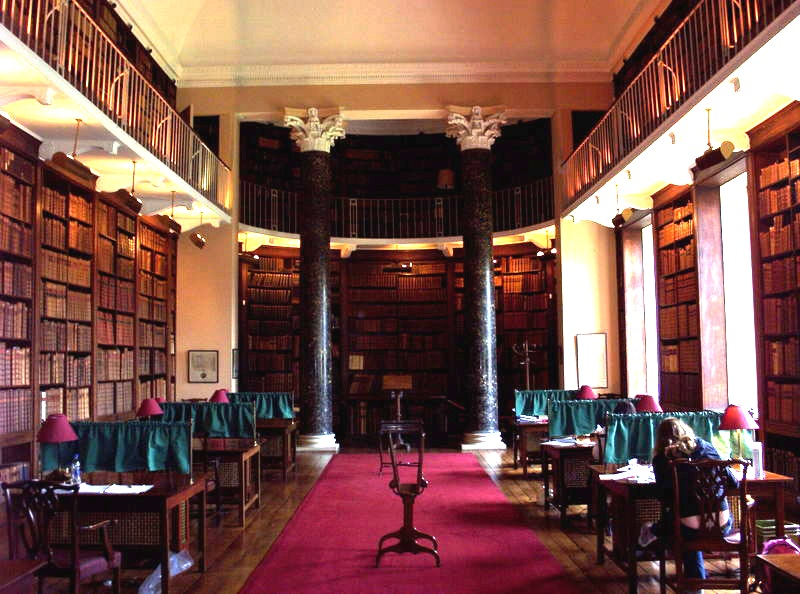
Interieur van de 'senior library'

De noordzijde huisvest de neoklassieke bibliotheek en de 'senior common rooms'. Het werd ontwerpen door James Wyatt en gebouwd tussen 1788 en 1796 met een legaat van Edward, Baron Leigh, voormalig High Steward van de universiteit en een Oriel-alumnus. Het twee verdiepingen tellende gebouw heeft diep gegroefde bogen op de begane grond met daarboven een rij Ionische zuilen, die de voorgevel onderverdeelt in zeven vakken. De begane grond bevat de 'senior common rooms' en daarboven vindt men de bibliotheek. Op 7 maart 1949 woedde er een brand, beginnend op het dak. Deze brand resulteerde in een totale schade van ruim 300 boeken en een aantal manuscripten die tentoongesteld werden. Meer dan 3000 boeken moesten hersteld worden. Het gebouw zelf raakte echter niet zwaar beschadigd en de restauratie duurde minder dan een jaar.

## Voetnoten
1. ↑  Oxford University Calendar 2005-2006 (2005) — Oxford University Press, ISBN 0199283702
2. 1 2 3 4  Watt, D.E. (red.), Oriel College, Oxford (1953) — Oxford University Archaeological Society
3. ↑  Hibbert, Christopher, The Encylopedia of Oxford, London: Macmillan, 1988, p. 291-295
4. ↑   Oriel College Memorandum 2003–4